# تریر برزیلی
تریر برزیلی (به انگلیسی: Brazilian Terrier)، نام یکی از نژادهای سگ است که خاستگاه آن به برزیل بازمی‌گردد. این نژاد در حالت بالغ به‌طور میانگین ۱۰ کیلوگرم (۲۲ پوند) وزن دارد. قد جنس نر تریر برزیلی ۳۵–۴۰ سانتیمتر (۱۴–۱۶ اینچ) است و قد جنس مادهٔ آن ۳۳–۳۸ سانتیمتر (۱۳–۱۵ اینچ).